# Gustav Pfähler
Gustav Pfähler (* 16. Dezember 1821 in Bad Kreuznach; † 28. Februar 1894 in Wiesbaden) war ein deutscher Bergingenieur und Mitglied des Reichstages.

## Leben und Wirken
Nach dem ersten Elementarunterricht in Germersheim besuchte Gustav Pfähler das Gymnasium Bad Kreuznach und machte das Abitur am Steinbart-Gymnasium in Duisburg. Durch das Oberbergamt Bonn erhielt er eine Anstellung als Bergbaubeflissener. Nach einer einjährigen bergmännischen Tätigkeit im Siegerland studierte er von 1843 bis 1846 Bergbaukunde an der Technischen Universität Freiberg und der Friedrich-Wilhelms-Universität Berlin. Nach seinem Militärdienst wurde er zum Bergexspektanten ernannt und erhielt eine praktische Ausbildung in den Bergwerksdistrikten in Sachsen, Ober- und Niederschlesien, in Aachen, Krakau, Mansfeld und im Harz. 1848 kam er zu den Gruben in Dudweiler und Neunkirchen im Saarland. Nach der Ablegung des Examens wurde er am 27. Oktober 1848 zum Bergeleven ernannt und zwei Wochen später vereidigt. 1850/1851 unternahm er mehrere Inspektionsreisen, die ihn nach Belgien, Frankreich und England führten. Am 16. Januar 1853 wurde er Berggeschworener für das Bensberger Erzrevier. 1858 folgte die Versetzung als Bergmeister nach Saarbrücken, wo er im Juli 1863 zum dirigierenden Berginspektor ernannt wurde. Zwei Jahre später kam die Ernennung zum Bergwerksdirektor der Berginspektion Sulzbach-Altenwald. 1868 wurde er zum Bergrat befördert.
Von 1886 bis 1893 war er als Nachfolger von William Thomas Mulvany Vorsitzender des Aufsichtsrates der Bergwerksgesellschaft Hibernia.
Er war Kriegsteilnehmer am Deutsch-Französischen Krieg 1870/1871.
Pfähler betätigte sich politisch und war Mitglied der Nationalliberalen Partei und von 1887 bis 1890 Vorstandsmitglied der Partei. 1876 kam er durch Nachwahl für den verstorbenen Abgeordneten Georg Richard Bluhme in den Reichstag. Dort blieb er als Vertreter seiner Partei für den Wahlkreis Regierungsbezirk Trier 5 (Saarbrücken-Ottweiler-Sankt Wendel) bis 1893 Abgeordneter.
Zum 1. April 1885 wurde er in den Ruhestand versetzt.
Nach seinem Tod stiftete seine Schwester Louise dem Landkreis Saarbrücken sein Vermögen zusammen mit ihrem Vermögen „zur Gründung und Unterhaltung einer den Namen ‘Pfähler-Stiftung’ führenden Wohltätigkeitsanstalt für arme altersschwache, arbeitsunfähige Leute des ganzen genannten Kreises ohne Unterschied der Konfession“. Diese Stiftung errichtete in mehreren Gemeinden Ein- und Mehrfamilienhäuser, in denen altersschwache und erwerbsunfähige oder beschränkt erwerbsfähige Personen freie Wohnung erhielten. Der Stiftungsfonds wurde 1966 aufgelöst.
In Alt-Saarbrücken sowie in den Gemeinden Dudweiler und Gersweiler sind Straßen mit dem Namen der Stifter bezeichnet worden.
In Herne wurde durch Beschluss des Rates der Stadt vom 13. Juli 1908 eine Straße nach ihm benannt.

## Öffentliche Ämter
- 1867–1885 Vorsitzender des Saarbrücker Knappschaftsvereins
- Gemeinderatsmitglied in Sulzbach

## Auszeichnungen
- 1865 Roter Adlerorden IV. Klasse
- 1874 Geheimer Bergrat